# Coursetia oaxacensis
Coursetia oaxacensis är en ärtväxtart som beskrevs av Mario Sousa och Velva Elaine Rudd. Coursetia oaxacensis ingår i släktet Coursetia, och familjen ärtväxter. Inga underarter finns listade i Catalogue of Life.